# 24432 Elizamcnitt
24432 Elizamcnitt è un asteroide della fascia principale. Scoperto nel 2000, presenta un'orbita caratterizzata da un semiasse maggiore pari a 2,5333036 UA e da un'eccentricità di 0,1688658, inclinata di 5,84588° rispetto all'eclittica.